# Partikelgrößenverteilung
Der Begriff der Partikelgrößenverteilung ist der Statistik entlehnt. Dort werden Häufigkeiten und Häufigkeitsverteilungen eines beliebigen Merkmals, z. B. Würfelaugen, Fertigungstoleranzen etc., betrachtet. Im Bereich der Partikeltechnologie und der Partikelmesstechnik bzw. der Dispersitätsanalyse wird als Merkmal der Äquivalentdurchmesser eines Partikels gewählt. Aus der allgemeinen Häufigkeitsverteilung der Statistik resultiert somit die Partikelgrößenverteilung. Diese wird häufig auch als Korngrößenverteilung bezeichnet.

## Definitionen
Die Partikel (disperse Phase) innerhalb eines umgebenden Mediums (kontinuierliche Phase), d. h. Körner, Tropfen oder Blasen, werden mit Hilfe eines zu messenden Äquivalentdurchmessers unterschieden und entsprechend ihrer Größe in ausgewählte Klassen eingeordnet. Zur Darstellung einer Partikelgrößenverteilung werden die Mengenanteile bestimmt, mit denen die jeweiligen Partikelklassen an der dispersen Phase beteiligt sind.
Es werden unterschiedliche Mengenarten verwendet. Werden die Partikel gezählt, so ist die Mengenart die Anzahl. Bei Wägungen hingegen ist es die Masse bzw. bei homogener Dichte ρ das Volumen. Weitere leiten sich aus Längen, Projektions- und Oberflächen her. Man unterscheidet:
| Mengenart       | Index r | Messverfahren (Beispiele)     |
| --------------- | ------- | ----------------------------- |
| Anzahl          | 0       | elektrische Mobilitätsanalyse |
| Länge           | 1       | Sedimentationsanalyse         |
| Fläche          | 2       | Extinktionsmessung            |
| Volumen (Masse) | 3       | Siebanalyse                   |

Zur graphischen Darstellung wird ein normiertes Mengenmaß verwendet. Die Normierung ist erforderlich, um die Abhängigkeit der Mengenanteile von der verwendeten Gesamtmenge zu eliminieren. Auf diese Art ist beispielsweise das Ergebnis einer ersten Wägung von 100 g Gesamtmasse mit dem Ergebnis einer Wägung von 1 kg Gesamtmasse vergleichbar.
Es werden zwei Mengenmaße unterschieden:
- Summenverteilung Qr
- Dichteverteilung qr

Die Bezeichnungen Qr bzw. qr sind die Formelzeichen des Begriffs Quantil. Der Index r bezeichnet die Mengenart gemäß obiger Tabelle.
Generell werden bei der graphischen Darstellung einer Partikelgrößenverteilung der Äquivalentdurchmesser x auf der Abszisse und das Mengenmaß Qr bzw. qr auf der Ordinate aufgetragen.

## Summenverteilungskurve
Die Summenverteilungskurve Qr(x) gibt die normierte Menge aller Partikel mit einem Äquivalentdurchmesser kleiner gleich x an. Im Folgenden werden Summenverteilungen der beiden gebräuchlichsten Mengenarten explizit definiert:
- Partikelzahl (r = 0)

Sei Ni die Zahl aller untersuchten Partikel mit einem Durchmesser x kleiner oder gleich dem betrachteten Durchmesser xi sowie N die Gesamtzahl aller untersuchten Partikel. Dann ist
{\displaystyle Q_{0}(x_{i})={\frac {N_{i}}{N}}}
- Partikelmasse (r = 3)

Sei mi die Masse aller untersuchten Partikel mit einem Durchmesser x kleiner oder gleich dem betrachteten Durchmesser xi sowie m die Gesamtmasse aller untersuchten Partikel. Dann ist
{\displaystyle Q_{3}(x_{i})={\frac {m_{i}}{m}}}
Für die anderen Mengenarten wird analog vorgegangen.
Beispiel:
Eine Wägung ergibt, dass 20 g einer Probe der Gesamtmasse 100 g durch ein Sieb mit einer Maschenweite von 1 mm gefallen und damit kleiner als 1 mm sind. Daher ist
{\displaystyle Q_{3}(1\,\mathrm {mm} )={\frac {20\,\mathrm {g} }{100\,\mathrm {g} }}=0{,}2}
Aufgrund der Normierung, d. h. der jeweiligen Division durch die Gesamtmenge, gilt
- {\displaystyle Q_{r}(x=0)=Q_{r}(x=x_{\mathrm {min} })=0}
- {\displaystyle Q_{r}(x=\infty )=Q_{r}(x=x_{\mathrm {max} })=1}

Das Mengenmaß Qr ist stets dimensionslos.
Das folgende Diagramm zeigt eine typische Summenverteilungskurve mit den minimalen und maximalen Äquivalentdurchmessern xmin bzw. xmax. Die diskreten Elemente der Summenverteilung werden hierbei über den einzelnen Klassenobergrenzen xo,i aufgetragen:

## Dichteverteilungen

### Lineare Dichteverteilungskurve
Wird die Differenz zwischen den Mengenanteilen Qr der Äquivalentdurchmesser xu,i (untere Grenze der Klasse i) und xo,i (obere Grenze der Klasse i) gebildet, dann gilt:
{\displaystyle \Delta Q_{r}(x_{u,i},x_{o,i})=Q_{r}(x_{o,i})-Q_{r}(x_{u,i})}
Damit ist die diskrete Dichteverteilung qr(x) wie folgt definiert:
{\displaystyle q_{r}(x_{u,i},x_{o,i})={\frac {\Delta Q_{r}(x_{u,i},x_{o,i})}{\Delta x_{i}}}}
Hierbei gilt für die Breite der Klasse i:
{\displaystyle \Delta x_{i}=x_{o,i}-x_{u,i}}
Im Falle einer differenzierbaren Summenverteilung Qr(x) ist die Dichteverteilung die 1. Ableitung von Qr(x):
{\displaystyle q_{r}(x)={\frac {dQ_{r}(x)}{dx}}}
Die lineare Dichteverteilung qr(x) hat – vorausgesetzt x ist ein Äquivalentdurchmesser – die Einheit [qr(x)]=m−1. Das folgende Diagramm zeigt eine typische Dichteverteilungskurve:
Die markierte Fläche ist der im Intervall Δxi = xo,i – xu,i enthaltene Mengenanteil ΔQr der Partikel, deren Größe bzw. Äquivalentdurchmesser x zwischen xu,i und xo,i liegt. Aufgrund der Normierung der Summenverteilung Qr ist die Fläche unterhalb der Dichteverteilungskurve gleich 1:
{\displaystyle \int _{x_{\mathrm {min} }}^{x_{\mathrm {max} }}q_{r}(x)\;dx=Q_{r}(x_{\mathrm {max} })-Q(x_{\mathrm {min} })=1}
In der Praxis wird man es hingegen in der Regel mit diskreten Werten, das heißt einzelnen Werten, der Dichteverteilung zu tun haben. Die Dichteverteilung als Funktion ist nicht explizit bekannt. Es werden dann mehrere Möglichkeiten der Auftragung verwendet:
Histogramm:
Die Dichteverteilung wird im Intervall Δxi als konstant angenommen. Als Konsequenz ergibt sich eine rechteckige Fläche:
{\displaystyle \Delta Q_{r,i}=q_{r}(x_{u,i},x_{o,i})\cdot \Delta x_{i}}
Polygonzug:
Der Wert der Dichteverteilung qr für das Intervall (xu,i,xo,i) wird am Ort der arithmetischen Klassenmitte aufgetragen, d. h. bei xm,a = (xo,i + xu,i)/2. Die sich ergebenden Datenpunkte werden als Näherung linear verbunden.
Spline-Interpolation:
Wie beim Polygonzug wird der Wert der Dichteverteilung am Ort der arithmetischen Klassenmitte aufgetragen. Die Werte werden anschließend durch eine polynomiale Näherungsfunktion (Spline) verbunden. Dabei ist zu beachten, dass die auf diese Weise interpolierten Werte mathematischen und nicht physikalischen Ursprungs sind.

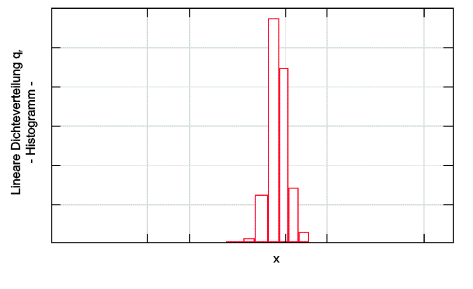
Histogramm
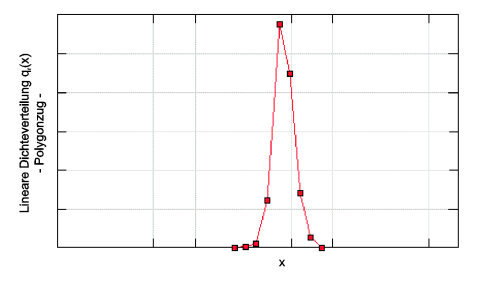
Polygonzug
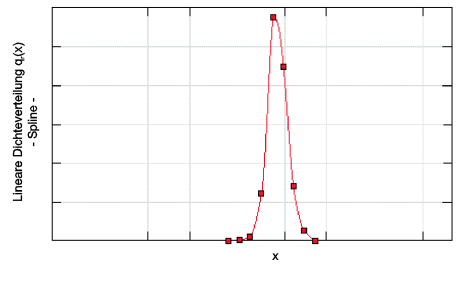
Spline

Die Dichteverteilung qr(x) zeigt sehr häufig die Form einer Gaußschen Glocke. Weist die Verteilung lediglich ein Maximum auf, so spricht man von einer monomodalen Verteilung. Bei zwei Maxima ist die Verteilung bimodal. Der Abszissenwert des größten Maximums wird als Modalwert bezeichnet.

### Dichtefunktion der Partikelanzahlkonzentration
Im Bereich der atmosphärischen Aerosole wird anstatt der reinen Dichtefunktion die Dichtefunktion der Partikelanzahlkonzentration verwendet. Hierfür wird die Dichteverteilung mit der gemessenen Partikelanzahlkonzentration multipliziert.
{\displaystyle q_{0}^{*}(x)=q_{0}(x)\cdot c_{n}}
Der Vorteil dieser Darstellungsform ist die direkte Vergleichbarkeit von Partikelgrößenverteilung und Partikelanzahlkonzentration von Aerosolen.

### Logarithmische Dichteverteilung (Transformierte Dichteverteilung)
Die Darstellung einer linearen Dichteverteilung qr ist unpraktisch, wenn sich der Bereich der vorliegenden Äquivalentdurchmesser über mehr als eine Dekade erstreckt. Man spricht in diesem Zusammenhang von einer breiten Verteilung. Für diese Fälle ist es angebracht, eine logarithmisch geteilte Abszisse zu verwenden, da der Überblick dann wesentlich leichter fällt. Die logarithmische Dichteverteilung wird mit qr* oder qr,log gekennzeichnet.
Der Wert der Dichteverteilung qr* für das Intervall (xu,i,xo,i) wird am Ort der geometrischen Klassenmitte aufgetragen, d. h. bei:
{\displaystyle x_{m,i,g}={\sqrt[{2}]{x_{o,i}\cdot x_{u,i}}}}
In der Praxis hat sich die logarithmische Auftragung gegenüber der linearen Auftragung oftmals als vorteilhaft herausgestellt. Das folgende Diagramm zeigt eine logarithmische Auftragung einer engen Verteilung.
Mathematisch betrachtet handelt es sich bei der logarithmischen Auftragung um eine Substitution der Abszisse. Es gilt ganz allgemein:
{\displaystyle q_{r}^{*}(s)=q_{r}(x)\cdot {\frac {\mathrm {d} x}{\mathrm {d} s}}}
und mit s = lg x = (ln x)/2,3026 erhält man für die Umrechnung
{\displaystyle q_{r}^{*}(\lg \,x)=2{,}3026\cdot x\cdot q_{r}(x)}
Es muss betont werden, dass die logarithmische Substitution der Abszisse zu einer Änderung des Kurvenverlaufs führt, d. h. unter anderem, dass sich der Modalwert verschiebt. Die Normierungsbedingung bleibt dagegen stets erfüllt.